# Bernhard Tenhumberg

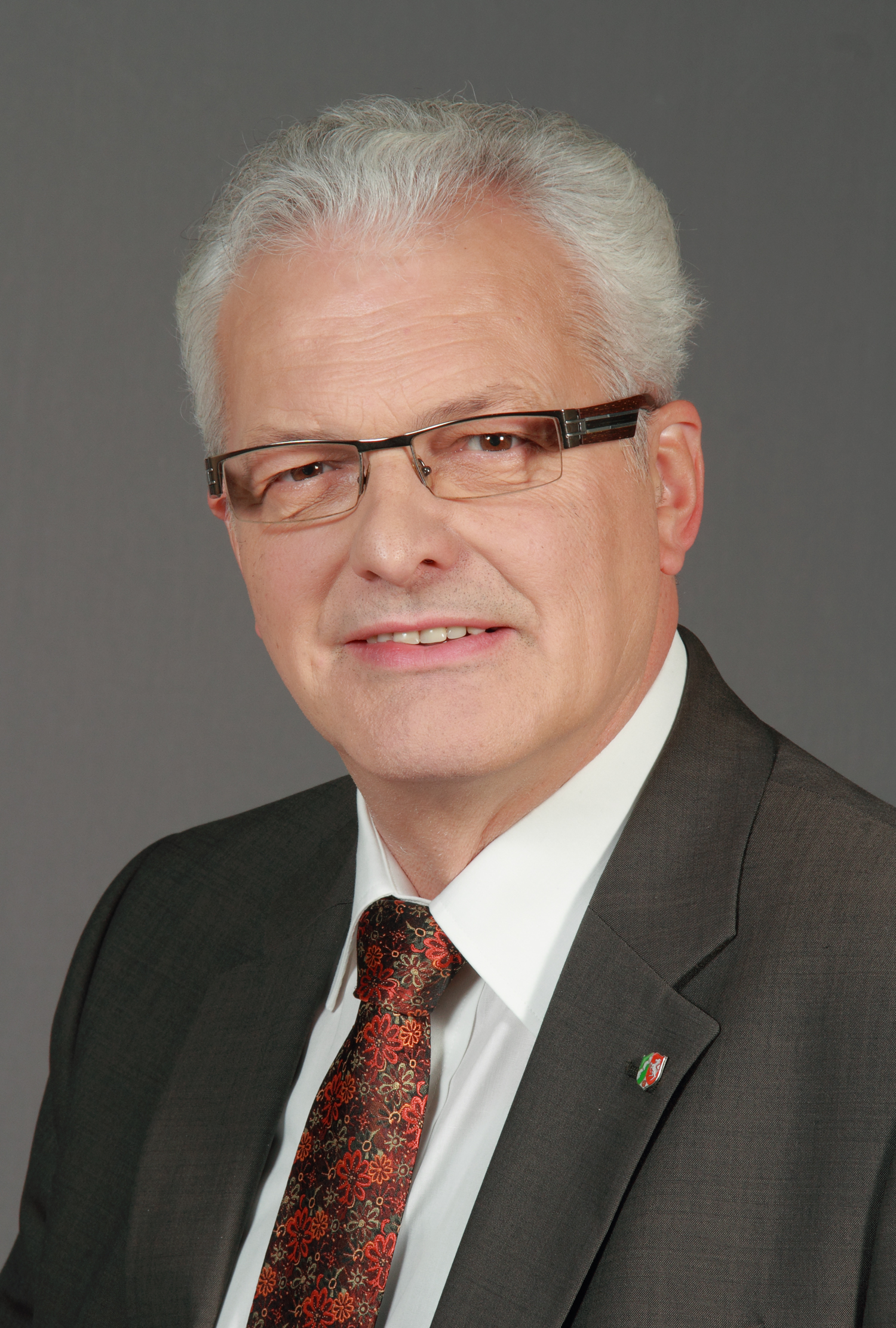
Bernhard Tenhumberg (vor 2014)

Bernhard Tenhumberg (* 15. März 1956 in Vreden) ist ein deutscher Politiker (CDU) und war 1995 bis 2017 Mitglied des Landtages von Nordrhein-Westfalen.

## Ausbildung und Beruf
Tenhumberg wuchs als ältestes von sieben Kindern auf einem Hof in der Bauerschaft Gaxel der Stadt Vreden auf. Nach der Fachhochschulreife absolvierte er von 1972 bis 1975 eine Ausbildung zum Bankkaufmann. Von 1977 bis 1979 war er als Sachbearbeiter für Bankstatistik tätig und arbeitete von 1979 bis 1985 als Kreditsachbearbeiter. 1985 absolvierte er die Bankfachwirteprüfung sowie 1990 die Abschlussprüfung zum Bankbetriebswirt. Von 1985 bis 1991 hatte Tenhumberg den Posten eines stellvertretenden Kreditabteilungsleiter und dann von 1991 bis 1995 schließlich den des Kreditabteilungsleiter inne und war Handlungsbevollmächtigter und Koordinator der betrieblichen Ausbildung.
Bernhard Tenhumberg ist in seinem Heimatort Vreden aktiver Schütze und war von 2002 bis 2004 Schützenkönig der Stadt Vreden. 
Tenhumberg ist seit 1979 verheiratet und hat zwei Kinder.

## Politik
Tenhumberg war von 1972 bis 1979 Mitglied des Vorstandes der Jungen Union Vreden. Seit März 1976 ist er Mitglied der CDU und hatte verschiedene Parteiämter inne. Von 1984 bis 2019 war er Mitglied des Stadtrats der Stadt Vreden und war dort von 1994 bis 2007 CDU-Fraktionsvorsitzender. Tenhumberg ist auch in der Christlich-Demokratischen Arbeitnehmerschaft aktiv.
Am 1. Juni 1995 zog Tenhumberg für den Wahlkreis Borken II in den nordrhein-westfälischen Landtag ein. Zur Landtagswahl 2017 trat er nicht mehr an.